# سرا د کلسرولا
سِرّا دِ کویسِرولا (به کاتالان: Serra de Collserola) یا به اختصار کویسرولا رشته کوهی بین رودخانه بسوس و یوبرگات است و بخشی از ناحیه ساحلی کاتالان محسوب می‌شود. این رشته کوه بارسلون را از والس جدا می‌کند و بلندترین کوه آن تیبیدابو با ارتفاع ۵۱۲ متر است.